# Oulad Sbaita
Oulad Sbaita  (in arabo أولاد سبيطة‎?) è un centro abitato e comune rurale del Marocco situato nella provincia di Sidi Bennour, regione di Casablanca-Settat. Conta una popolazione di 25 650 abitanti (censimento 2014).